# Wasilij Mokruszyn
Wasilij Michajłowicz Mokruszyn (ros. Василий Михайлович Мокрушин, ur. 14 stycznia 1905 we wsi Gornyj Szumiec w guberni niżnonowogrodzkiej, zm. 17 stycznia 1994 w Moskwie) – radziecki polityk, I sekretarz Komitetu Obwodowego WKP(b) w Kemerowie (1951-1952).
Początkowo w rejonowym komitecie Komsomołu, od 1927 w WKP(b), 1927-1930 słuchacz fakultetu robotniczego przy Leningradzkim Instytucie Elektrotechnicznym, 1930-1931 studiował w Wyższej Szkole Technicznej im. N. Baumana w Moskwie, 1931-1934 służył w Armii Czerwonej. Od maja 1934 pracownik Ludowego Komisariatu Przemysłu Ciężkiego ZSRR, 1941 zaocznie ukończył oddział Moskiewskiego Instytutu Planowego, od grudnia 1941 do maja 1943 II sekretarz Komitetu Miejskiego WKP(b) w Lenińsku Kuźnieckim, od maja 1943 do września 1945 I sekretarz Komitetu Miejskiego WKP(b) w Anżero-Sudżensku, od września 1945 do sierpnia 1948 słuchacz Wyższej Szkoły Partyjnej przy KC WKP(b). Od sierpnia 1948 do kwietnia 1950 instruktor Wydziału Przemysłu Ciężkiego KC WKP(b), w kwietniu-maju 1950 zastępca kierownika, następnie kierownik sektora tego wydziału. Od 24 marca 1951 do 21 sierpnia 1952 I sekretarz Komitetu Obwodowego WKP(b) w Kemerowie, od września 1952 do grudnia 1953 słuchacz kursów I sekretarzy przy Akademii Nauk Społecznych przy KC WKP(b)/KPZR. Od 21 grudnia 1953 do 1 lipca 1955 kierownik Wydziału Planowania i Statystyki Zarządu Spraw Rady Ministrów Rosyjskiej FSRR, od lipca 1955 do maja 1958 starszy referent ds. państwowego planowania i statystyki Zarządu Spraw Rady Ministrów Rosyjskiej FSRR, od 30 maja 1958 do 17 września 1970 zastępca Zarządzającego Sprawami Rady Ministrów Rosyjskiej FSRR, następnie na emeryturze.

## Odznaczenia
- Order Czerwonego Sztandaru Pracy (31 grudnia 1943)
- Order „Znak Honoru” (19 kwietnia 1967)
- Złoty Medal Wystawy Osiągnięć Gospodarki Narodowej ZSRR (26 grudnia 1968)